# Molio – Byggeriets Videnscenter
Molio - Byggeriets videnscenter er resultatet af en sammenlægning af Foreningen bips og Byggecentrum i foråret 2016.
Molio er en selvejende, non-profit organisation, som er uafhængig af særinteresser. Navnet ”Molio” kommer fra det latinske Molior, som betyder "bygge", "opføre" eller "konstruere".
Molios formål er at bidrage til at styrke virksomhedernes konkurrenceevne inden for byggeri, anlæg og drift ved at levere services, produkter og værktøjer, der fremmer udvikling, digitalisering og effektivisering – fx efteruddannelse, bøger, standarder og informationsstrukturer.
Derudover ejer Molio HUSET Middelfart, som er et kursuscenter.

## buildingSMART
buildingSMART er et internationalt samarbejde om bl.a. udvikling og anvendelse af åbne standarder for BIM (Building Information Modelling). Molio står for buildingSMART-netværket i Danmark. Det betyder, at Molio udgør den danske del af det nordiske buildingSMART chapter, der består af Danmark, Sverige og Finland, og som koordinerer buildingSMART aktiviteter i Danmark.